# Кормилов, Сергей Иванович
Серге́й Ива́нович Корми́лов (6 июня 1951, Москва — 20 июня 2020) — советский и российский теоретик и историк литературы, доктор филологических наук, профессор МГУ.

## Биография
Родился в семье офицера и учительницы. Окончил филологический факультет МГУ (1974), учился у В. Н. Турбина. В 1977 году защитил кандидатскую диссертацию «Принцип художественного историзма и русская художественно-историческая литература 1860-х гг.». Доктор филологических наук (1992, диссертация «Маргинальные системы русского стихосложения»).
Сотрудник МГУ с 1978 года, профессор (1994). Член КПСС с 1980 года. С 1991 по 1997 год по совместительству также работал на кафедре мировой литературы и культуры МГИМО. Постоянный автор журнала «Вопросы литературы», опубликовал ряд монографий и учебных пособий.
Ушел из жизни 20 июня 2020 года от сердечного приступа. Похоронен в г. Кимры на Большом Яковлевском кладбище.

## Основные работы
- Роман Л. Н. Толстого «Война и мир». — М.: Высшая школа, 1983. — 112 с. (В соавт. с В. Е. Хализевым).
- Маргинальные системы русского стихосложения. — М.: Изд-во МГУ, 1995. — 158 с.
- Литературная критика в России XX века (после 1917 года): Материалы к курсу. — М.: Диалог-МГУ, 1996. — 64 с. (В соавт. с Е. Б. Скороспеловой).
- Поэзия М. Ю. Лермонтова: В помощь преподавателям, старшеклассникам и абитуриентам. — М.: Изд-во МГУ, 1997. — 129 с.
- Владимир Маяковский: в помощь преподавателям, старшеклассникам и абитуриентам. — М.: Изд-во МГУ, 1998. — 125 с. (В соавт. с И. Ю. Искржицкой).
- Поэтическое творчество Анны Ахматовой: В помощь преподавателям, старшеклассникам и абитуриентам. — М.: Изд-во МГУ, 1998. — 127 с.
- Основные понятия теории литературы: Литературное произведение. Проза и стих: В помощь преподавателям, старшеклассникам и абитуриентам. — М.: Изд-во МГУ, 1999. — 112 с.
- Стих русских переводов из корейской поэзии (1950—1980-е годы). — М.: Новое Время, 2014. — 207 с. (В соавт. с Г. А. Амановой).
- История русской литературы XX века (20—90-е годы): Основные тенденции. — М.: Юрайт, 2018. — 192 с
- Встречи с русской литературой в Армении: Сб. статей / под ред. д. ф. н., проф. М. Амирханяна; Ереванский государственный университет им. В. Я. Брюсова, Центр русского языка и культуры. — Ереван: Копи принт, 2020. — 276 с.

## Память
19 мая 2023 года в честь С.И.Кормилова назван сорт древовидного пиона,  выведенный селекционером Марианной Сергеевной Успенской в Ботаническом саду МГУ.